# PUC19

pUC19 est un plasmide développé par Yanisch-Perron, Vieira et Messing, à l'Université de Californie. Le nom du plasmide fait d'ailleurs référence à cette université (UC, pour "University of California", p pour "Plasmide). Ce plasmide, d'une longueur de 2686pb est un plasmide circulaire, à double brin.  pUC19 est l'un des vecteurs de clonage les plus utilisés, dans la mesure où les clones recombinants peuvent être facilement identifiés, via la différence de couleur des différentes colonies dans un milieu de culture particulier. 
Note : pUC19 est similaire à pUC18, la différence étant au niveau de la région MCS. 

## Éléments
pUC19 présente un gène de résistance à l'ampicilline ampR, ainsi que le fragment N-terminal d'un gène codant la β-galactosidase (lac Z) d' E. coli. La région MCS se trouve au milieu du fragment de gène de lac Z' (les codons 6–7 dudit gène sont remplacés par la MCS), région contenant de nombreux sites de restriction.
Le site ori (ou origine de réplication) dérive du vecteur pMB1.

## Utilisation
Une fois l'insertion du gène d'intérêt au sein du plasmide, et la transformation bactérienne faits, il est très simple de distinguer les bactéries ayant été transformées des autres : 

- Uniquement celles possédant le plasmide pourront former des colonies en présence d'ampicilline (présence du gène de résistance ampR dans le plasmide). 

- Les bactéries contenant le plasmide recombinant(avec le gène étranger au niveau de la MCS) formeront des colonies blanches, alors que les autres, non-recombinantes, des colonies bleues. C'est l'intérêt le plus notable du plasmide pUC19.

## Mécanisme

Représentation schématique du mécanisme impliqué dans le screening des bactéries recombinantes

Le fragment lac Z', dont la transcription peut être induite par l'IPTG, est capable de complémentation intra-allélique avec la forme déficiente de β-galactosidase codée par le chromosome de la bactérie hôte (mutation (lacZ)M15, entraînant une déficience en peptide alpha). En présence d'IPTG dans le milieu de culture, la bactérie synthétise les deux fragments de l'enzyme, alpha et bêta, qui permettent l'hydrolyse du X-gal (5-bromo-4-chloro-3-indolyl- beta-D-galactopyranoside). Cette hydrolyse est à l'origine de la coloration bleue des colonies. 
L'insertion d'une séquence étrangère au niveau de la MCS, située au sein du fragment du gène LacZ'' entraîne une inactivation dudit gène, ce qui rend impossible l'alpha complémentation. Ainsi, les bactéries possédant les plasmides recombinants au niveau de la MCS ne pourront pas hydrolyser le X-Gal, et formeront donc des colonies blanches, que l'on distingue facilement des non recombinantes, bleues.
Le milieu de culture devra donc contenir de l'ampicilline, de l'IPTG et du X-gal, entre autres composants habituels.